# José Antonio Becerra
José Antonio Becerra fue un militar argentino que participó de la guerra de independencia y de las guerras civiles argentinas.

## Biografía
José Antonio Becerra nació en la ciudad de San Luis a fines del siglo XVIII. Se incorporó como soldado al Ejército de los Andes al mando del general José de San Martín y alcanzó el grado de ayudante mayor del 3.º escuadrón del Regimiento Milicias de Caballería.
Recibió en tres oportunidades el encargo de transportar prisioneros realistas desde la provincia de Mendoza donde se los concentraba hasta los centros de detención principalmente en San Luis, Las Bruscas y la Guardia de Luján.
El 8 de febrero de 1819 se encontraba en San Luis cuando se produjo la sublevación de prisioneros dirigida por el capitán realista Gregorio Carretero.
El levantamiento preveía detener (o matar según se afirmó) al teniente gobernador Vicente Dupuy y a Bernardo Monteagudo, copar la guarnición de San Luis, el pueblo y luego unirse a los montoneros en Córdoba o repasar la cordillera para unirse a las partidas realistas del sur de Chile.
La acción fue percibida como un peligro real para la revolución, especialmente cuando se temía que había sido preparado en coordinación con las montoneras que mantenían la anarquía en las provincias argentinas y que uno de sus instigadores era José Miguel Carrera, que esperaba recuperar con tales revueltas el gobierno de Chile. La situación en Chile era compleja y la posición de los patriotas distaba de ser segura: simultáneamente con el levantamiento de los prisioneros se producía la sublevación de los hermanos Prieto en la cordillera de Talca y se renovaba la guerra al sur del Río Biobío por los realistas dirigidos por Vicente Benavides aliados con los mapuches.
El movimiento fracasó gracias a las partidas del pueblo organizadas por José Antonio Becerra y se distinguieron en la resistencia Juan Pascual Pringles y el entonces oficial de milicias Facundo Quiroga. Las represalias fueron injustificables, más allá del riesgo cierto a la revolución, de los numerosos antecedentes de actos similares cometidos por los realistas en el Alto Perú y en Chile y de los que se cometerían a futuro, especialmente por Benavides. El mismo Dupuy decía:"ese fue el instante en que los deberes de mi cargo y de mi autoridad se pusieron de acuerdo con la justa indignación del pueblo. Yo los mandé degollar en el acto y expiaron su crimen en mi presencia y a la vista de un pueblo inocente y generoso donde no han recibido sino hospitalidad y beneficios." Treinta y tres prisioneros fueron muertos y sólo un miliciano. El proceso sumario conducido por Monteagudo finalizó con la ejecución de otras ocho personas.

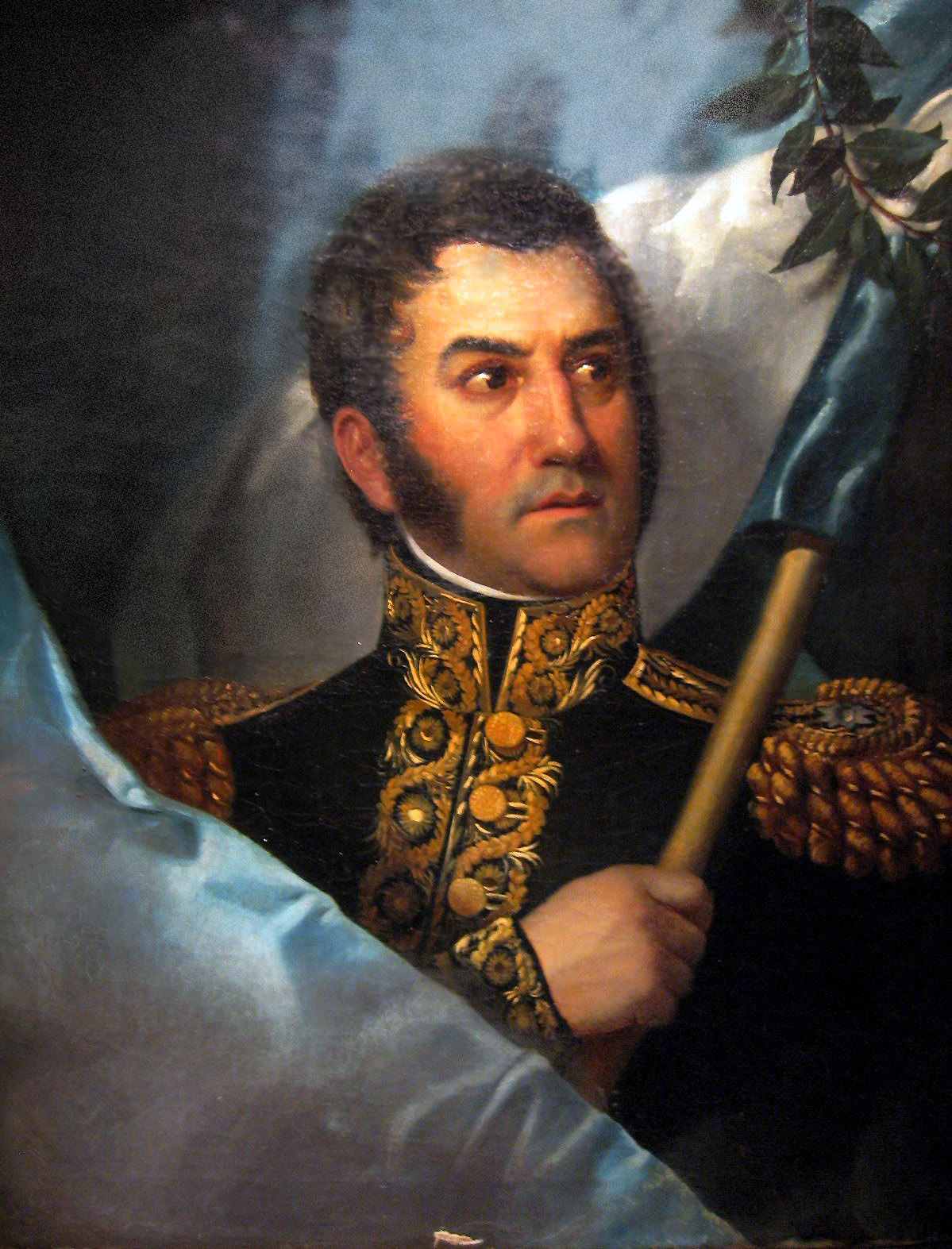
José de San Martín.

El 16 de febrero llegaron las noticias del levantamiento a Santiago de Chile, y San Martín, sin conocer aún que había sido reprimido, escribió desde su campamento a Bernardo O'Higgins:

"Ahora más que nunca se necesita que Ud.haga un esfuerzo para auxiliar a Cuyo. Yo partiré esta noche, y espero sacar todo el partido posible de las circunstancias críticas en que nos hallamos. Yo temo que todos los prisioneros de Las Bruscas hayan sido incorporados en la montonera. Chile no puede mantenerse en orden, y se contagia si no acudimos a tiempo. No quede libre un sólo prisionero. Reúnalos Ud.todos:eche la mano a todo hombre que por su opinión pública sea enemigo de la tranquilidad. En una palabra, es preciso emplear en este momento la energía más constante."
Barros Arana, Diego, Historia general de Chile, página 88.

Ese mismo año Becerra fue ascendido a capitán de la 1.º compañía y comandante de su escuadrón.
Después de la Anarquía del Año XX se sumó al bando unitario y posteriormente sirvió a las órdenes del general José María Paz en las batallas de La Tablada y Oncativo.